# Sebastiano Rossi
Sebastiano Rossi (Cesena, 20 de julho de 1964) é um ex-futebolista italiano que jogava como goleiro.

## Carreira

### Cesena, Forli, Empoli e Rondinella
Tendo se destacado inicialmente pelo Cesena, onde iniciara a carreira em 1982 (jogou também por Forlì, Empoli e Rondinella) tornou-se famoso atuando no Milan, equipe que defendeu durante 12 temporadas.

### AC Milan
Tendo conquistado doze títulos durante sua passagem, Rossi detém o recorde de goleiro que ficou mais tempo de levar gols, quando ficou em sua terceira temporada no Milan, a de 1993/94, 929 minutos sem sofrer nenhum tento. Tal recorde pertenceu durante 21 anos ao lendário Dino Zoff, que ficou 903 sem buscar a bola no fundo do gol. Ainda nessa mesma temporada, Rossi permaneceria outros 690 minutos invicto em sua baliza, ficando esta marca em décimo lugar no geral.
Com as chegadas de Jens Lehmann e Massimo Taibi, o Ascensore umano (apelido que recebeu por medir 1,98 de altura) perdeu espaço entre os titulares, e na temporada 1998-99, viu o jovem Christian Abbiati assumir a titularidade no gol milanês na conquista da Série A, a última de sua carreira. Na partida entre Milan e  Perugia, se envolveu numa confusão com Hidetoshi Nakata - que marcou um gol de pênalti - , e ao reclamar da invasão de área, agrediu o atacante Cristian Bucchi. Além da expulsão, o incidente rendeu ao goleiro uma suspensão de 5 jogos.
Ironicamente, Rossi assinou com o Perugia após deixar o Milan em 2002, jogando apenas 12 partidas até encerrar sua carreira no ano seguinte, aos 39 anos. Ele ainda participou do amistoso de despedida do meio-campista Demetrio Albertini em 2006. O último trabalho de Rossi foi como treinador de goleiros da equipe Primavera do Milan, quando foi preso após agredir um policial à paisana num bar de Cesena, cidade natal do ex-goleiro.

## Seleção Italiana
Mesmo com a boa fase no Milan, o goleiro nunca jogou uma partida pela Seleção Italiana como titular. Ele chegou a ser convocado por Arrigo Sacchi para 2 jogos em 1994, como reserva de Gianluca Pagliuca. Porém, não entrou em campo e não voltou a ser convocado desde então.

## Títulos
Milan
- Liga dos Campeões da UEFA: 1993–94
- Supercopa da UEFA: 1990, 1994
- Copa Intercontinental: 1990
- Serie A: 1991–92, 1992–93, 1993–94, 1995–96, 1998–99
- Supercopa da Itália: 1992, 1993, 1994